# Familia Kemble

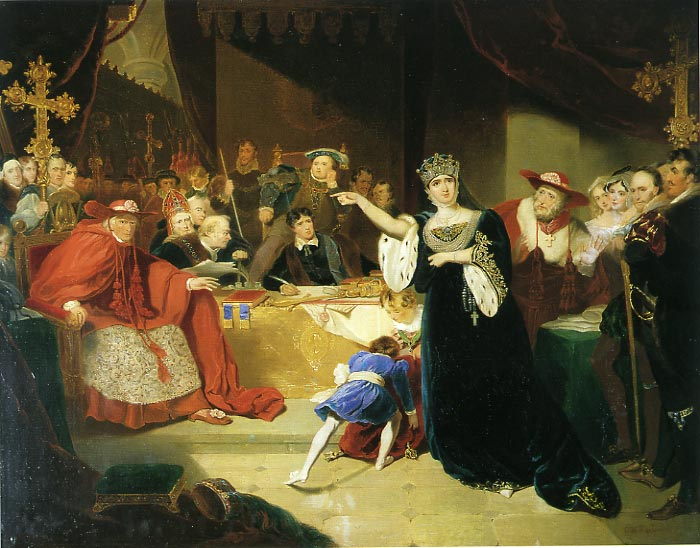
Tribunal del juicio de la Reina Catalina, cuadro de Harlow.

Kemble es el apellido de una familia de actores ingleses, que reinó sobre los escenarios ingleses desde finales del siglo XVIII. Los más famosos fueron Sarah Siddons (1755-1831) y su hermano John Philip Kemble (1757-1823), los dos hijos mayores de los doce hijos de Roger Kemble (1721-1802), un agente de actores y representante de la Compañía de Comediantes de Warwickshire, que en 1753 se casó con una actriz, Sarah Ward. Roger Kemble, había nacido en Hereford, y era sobrino de John Kemble, un sacerdote católico, que fue ahorcado en esa ciudad en 1679. Los tres hijos menores de Roger, Stephen Kemble (1758-1822), Charles Kemble (1775-1854), y Elizabeth Whitlock (1761-1836), fueron también actores, mientras que Ann Hatton fue una novelista.
La famosa pintura El Tribunal durante el Juicio de la Reina Catalina de George Henry Harlow representa a varios miembros de la familia Kemble actuando. El tema de la pintura es la obra teatral Enrique VIII, en su Acto II, Escena iv, con la refutación del cardenal Wolsey, sobre la obtención del divorcio de Enrique VIII de la reina Catalina. La producción fue montada por John Philip Kemble, cuando se hizo cargo de la gestión del teatro Covent Garden en 1806. Harlow era un amigo personal de la familia Kemble y este cuadro es un homenaje a sus amigos. John Philip Kemble, vestido de escarlata representa a Wolsey; su hermano Charles Kemble (de negro) interpreta a Thomas Cromwell y se sienta detrás de la mesa. Inmediatamente, detrás y por encima de él está Stephen Kemble, como Enrique. La hermana, Sarah Siddons, es Catalina.
La tradición fue continuada por dos hijas de Charles Kemble y María Theresa Kemble: la actriz y lectora de Shakespeare Fanny Kemble (1800-1893) y Adelaida Kemble (1815-1879), una cantante de ópera. Tanto el hijo de Sarah Siddons, Henry Kemble, como el hijo de Stephen Kemble, también llamado Henry Kemble, se convirtieron en actores.
Entre los miembros posteriores de la familia Kemble, cabe mencionar también al nieto de Charles Kemble, Henry Kemble (1848-1907), otro popular actor. En el siglo XX encontramos a Violeta Kemble-Cooper y Lillian Kemble-Cooper. Un descendiente de la línea Kemble-Croft, Sebastian Croft (2001), es un popular actor en el siglo XXI.